# イヨカン
イヨカン（伊予柑）は、日本列島の在来種の柑橘類であり、タンゴールの1種である。果実の皮が濃いオレンジ色で、果汁と香りが豊かで、甘く濃厚な味わいがある。山口県の原産で、主に愛媛県で栽培されている品種であり、21世紀初頭における日本で栽培されている柑橘類では、ウンシュウミカンに次ぐ収穫量であった。

## 特徴
イヨカンは、比較的果汁を多く含み、甘味も感じられる。果皮はウンシュウミカンに比べ厚めだが、手でむくことは可能である。しかし、厚い皮を手でむくわずらわしさから、日本では近年若干敬遠されがちである。

## 遺伝子解析
イヨカンは、ウンシュウミカンとオレンジ、あるいは、ウンシュウミカンとブンタンの交雑種などと考えられていたが、柑橘類のゲノム解析により、カイコウカン（海紅柑）とダンシー（大紅みかん）の交配種だったと判明した。

## 産地
日本におけるイヨカンの収穫量は、2005年が107,500 トン、2010年が53,886 トンであり、その約9割が愛媛県で収穫された物だった。なお、愛媛県内における主産地は、興居島（松山市）、中島（同）、北条（同）、保内（八幡浜市）などだが、近年は他品種への転換が進みつつある。
また、21世紀初頭における日本の果樹栽培は、減少傾向にあり、イヨカンの栽培面積も、2005年までの10年間で約35％減少し、収穫量は同じく45％減少した。

## 歴史
1885年に山口県阿武郡東分村（現：萩市）の蚕業指導員・中村正路が発見した。当初は紅みかん、穴門みかん（あなとみかん）などと呼ばれていた。中村所有の苗木を、1888年に愛媛県温泉郡持田村（現：松山市）の養蚕家・果樹園芸家であった三好保徳が購入し、愛媛県でも栽培を開始した。これを愛媛県から出荷を開始した当初は、かつての令制国の名であった伊予国にちなんで「伊予ミカン」として販売したものの、それでは従前から愛媛県で栽培してきたウンシュウミカンなどと紛らわしく混同される恐れが有ったため、結局「イヨカン（伊予柑）」という名称に変っていった。
1955年に松山市平田町の宮内義正によって発見された「宮内伊予柑」は、従来のイヨカンと比べて、成熟が早く、実付きも良く、また皮が薄く、酸味が少なくて食べ易いとして普及が進み、1970年代以降は、愛媛県で栽培される柑橘類の主力品種の1つとして出荷量を大きく伸ばした。その後も「大谷伊予柑」や「勝山伊予柑」といった、優れたイヨカンの品種の発見が相次いでいった。

## ブランド
- 宮内伊予柑
  - 弥生紅（やよいべに） - 愛媛で栽培され3月まで成熟させた宮内伊予柑で、糖度11.5度以上の高品質の物を「弥生紅」と名付けて2003年から毎年出荷している。3月のみ市場に出回る。
- 大谷伊予柑 - 覗き込めば顔が写り込む程に、その果皮がツルツルであるため、ダイヤ柑の異名を持つ。
- 勝山伊予柑
- 沢田伊予柑
- 山田伊予柑
- 野本伊予柑

## その他
- 毎年受験シーズンに「いい予感」との語呂合せで、産地PRも兼ねて受験生が、よく祈願に来る神社などでのイヨカンの配布が行われる。
- 愛媛県は、毎年「愛媛いよかん大使」を主に愛媛県出身者の中から任命し、全国各地を行脚して愛媛のイヨカンをPRする活動を行っている。さらに愛媛県は、国内外の愛媛県ゆかりの著名人に、愛媛県のイメージ向上と観光PRのために「伊予観光大使」（通称：いよかん大使）としてボランティアでの活動を依頼してもいる。